# Cryptorhopalum flammulatum
Cryptorhopalum flammulatum là một loài bọ cánh cứng trong họ Dermestidae. Loài này được Sharp miêu tả khoa học năm 1902.